# La Coronació de la Verge (Retaule de Talavera)
La Coronació de la Verge, de l'antic retaule de Talavera la Vieja, actualment desaparegut, és una obra d'El Greco, la primera versió d'aquest tema, que després el pintor cretenc repetiria diverses vegades més al llarg de la seva vida. Consta amb el número 9 en el catàleg raonat d'obres d'aquest artista, realitzat pel seu especialista Harold Wethey.

## Temàtica de l'obra
La Coronació de Maria no consta en els Evangelis, però és un tema habitual en l'art cristià, especialment popular a Itàlia dels segles XIII a XV. En la seqüència de la vida de Maria, seguiria a la Dormició i a l'Assumpció. El títol "Reina de Cel", o Regina Coeli, per nomenar Maria es remunta com a mínim al segle xii.

## Anàlisi de l'obra
La signatura que hom pot veure a la part inferior dreta de la figura de Sant Domènec està totalment repintada i, per tant, està mancada de valor.
Oli sobre llenç; 105 x 80 cm.; Dibuix d'El Greco, i l'execució de la pintura probablement és obra del seu obrador; Documentat en 1591-92; Museu de Santa Cruz, Toledo.
Tot i que H.E. Wethey parla de la mediocritat d'aquesta pintura, que atribueix parcialment a l'obrador d'El Greco, José Álvarez Lopera en destaca la seva qualitat i el fet de ser la primera versió d'aquest tema. Àlvarez Lopera assenyala que el quadre esà dividit en dues zones. A dalt, sobre un tron de núvols i recolzada sobre la lluna creixent, la Verge Maria és coronada per Déu Pare i Déu Fill, sota la mirada de l'Esperit Sant en forma de colom, amb un acompanyament d'àngels i serafins. Aquesta forma de representar la Verge, la converteix en una.Immaculada
Josep Gudiol remarca l'audàcia del pintor plantejant una gran asimetria cromàtica. Efectivament, Jesús i de la Verge porten túniques d'un vermell gairebé púrpura i mantells de color blau viu, mentre Deu Pare vesteix una túnica i un mantell blanquíssims sobre núvols molt més clars que els de la part oposada. Però el desequilibri cromàtic queda compensat per la intensa lluminositat provinent de Déu Pare, la qual cosa demostra el valor que El Greco donava a la llum, i la consciència que tenia de les seves possibilitats com a pintor.
A la zona inferior, els sants que assisteixen com a testimonis de la Coronació de Maria són: Francesc d'Assís, Joan Baptista, Joan Evangelista amb un calze, Sant Sebastià, Sant Pau apòstol ?, Sant Antoni Abat i Sant Domènec. Tots aquests personatges, excepte Sant Francesc i Sant Pau, es van fer d'acord amb un contracte de 1591. Els gestos de les figures són un factor important en la composició, especialmente en la magnífica figura gairebé nua de Joan Baptista.
L'estructura clara i senzilla d'aquest llenç, així com els núvols semisòlids o la gradual obertura del Cel, són trets que recorden L'enterrament del comte d'Orgaz, mostrant la capacitat d'El Greco de crear i anar variant una iconografia pròpia.